# 达尔奈多
达尔奈多（INN：dalzanemdor；开发代号：SAGE-718）是一种正在研究用于治疗神经系统疾病和认知障碍的实验性药物，是神经甾体脑甾醇的类似物。截至2022年，它在阿尔茨海默病、帕金森病和亨丁頓舞蹈症的治疗上处于二期临床研究阶段。